# Metal Galaxy
Metal Galaxy —en español: La galaxia del metal— es el tercer álbum de estudio de la banda japonesa Babymetal. Fue lanzado el 11 de octubre de 2019 y cuenta con el sencillo "Pa Pa Ya!!" con el rapero tailandés F.Hero. La banda se embarcará en una gira mundial en apoyo del álbum.

## Antecedentes
El 1 de abril de 2019, tres años después del lanzamiento mundial del segundo álbum de la banda Metal Resistance, Babymetal anunció un tercer álbum con un lanzamiento programado para el 2019, así como una serie de shows en Japón, Babymetal Awakens: The Sun Also Rises and Babymetal Arises: Beyond the Moon – Legend "M"  en el verano.
La banda describió el tema del álbum como "ir en una odisea al Metal Galaxy". Su-metal ha declarado que el álbum es "como una caja de juguetes, con una mezcla diferente de canciones allí". Será su primer álbum que no contará con la miembro original Yuimetal, quien dejó la banda en octubre de 2018.

## Lanzamiento
Se planea lanzar Metal Galaxy en varias ediciones que varían según la región. En Japón, el álbum se lanzará en ediciones de 2 discos a través de una edición estándar en formato de disco compacto y LP, una edición limitada en CD y las ediciones limitadas "Sun" y "Moon". Internacionalmente, el álbum se lanzará en una edición estándar de un solo disco, una edición de 2 LP en vinilo negro o transparente, una tarjeta de descarga o varias combinaciones de ellas.
El Metal Galaxy World Tour comenzará en los Estados Unidos el 4 de septiembre de 2019 y concluirá en Rusia el 1 de marzo de 2020. La actuación de la banda en The Forum cerca de Los Ángeles el 11 de octubre de 2019, está programado para coincidir con la fecha de lanzamiento de Metal Galaxy.

## Lista de canciones
Edición estándar (Japonés)
Japonés Completo Edición Estándar – Disco 1
| Japonés Completo Edición Estándar – Disco 1 |                                                             |             |          |  |
| N.º                                         | Título                                                      | Arrangement | Duración |  |
| 1.                                          | «Future Metal»                                              |             | 2:05     |  |
| 2.                                          | «Da Da Dance» (con Tak Matsumoto)                           |             | 3:51     |  |
| 3.                                          | «Elevator Girl»                                             |             | 2:44     |  |
| 4.                                          | «Shanti Shanti Shanti»                                      |             | 3:10     |  |
| 5.                                          | «Oh! Majinai» (Con Joakim Brodén de Sabaton)                |             | 3:14     |  |
| 6.                                          | «Brand New Day» (con Tim Henson & Scott LePage de Polyphia) |             | 4:10     |  |
| 7.                                          | «↑↓←→BBAB»                                                  |             | 2:56     |  |
| 8.                                          | «Night Night Burn!»                                         |             | 3:43     |  |

Japonés Completo Edición Estándar – Disco 2
| Japonés Completo Edición Estándar – Disco 2 |                                                    |             |          |  |
| N.º                                         | Título                                             | Arrangement | Duración |  |
| 1.                                          | «In the Name Of»                                   |             | 4:33     |  |
| 2.                                          | «Distortion» (con Alissa White-Gluz de Arch Enemy) |             | 3:06     |  |
| 3.                                          | «Pa Pa Ya!!» (con F.Hero)                          |             | 3:56     |  |
| 4.                                          | «BxMxC»                                            |             |          |  |
| 5.                                          | «Kagerou»                                          |             | 3:33     |  |
| 6.                                          | «Starlight»                                        |             | 3:37     |  |
| 7.                                          | «Shine»                                            |             | 5:48     |  |
| 8.                                          | «Arkadia»                                          |             | 5:22     |  |

Edición Internacional
| Edición Internacional |                                                 |             |          |  |
| N.º                   | Título                                          | Arrangement | Duración |  |
| 1.                    | «Future Metal»                                  |             | 2:05     |  |
| 2.                    | «Da Da Dance» (con Tak Matsumoto)               |             | 3:51     |  |
| 3.                    | «Elevator Girl» (versión inglés)                |             | 2:46     |  |
| 4.                    | «Shanti Shanti Shanti»                          |             | 3:10     |  |
| 5.                    | «Oh! Majinai» (con Joakim Brodén)               |             | 3:14     |  |
| 6.                    | «Brand New Day» (con Tim Henson & Scott LePage) |             | 4:10     |  |
| 7.                    | «Night Night Burn!»                             |             | 3:43     |  |
| 8.                    | «In the Name Of»                                |             | 4:33     |  |
| 9.                    | «Distortion» (con Alissa White-Gluz)            |             | 3:06     |  |
| 10.                   | «Pa Pa Ya!!» (con F.Hero)                       |             | 3:56     |  |
| 11.                   | «Kagerou»                                       |             | 3:33     |  |
| 12.                   | «Starlight»                                     |             | 3:37     |  |
| 13.                   | «Shine»                                         |             | 5:48     |  |
| 14.                   | «Arkadia»                                       |             | 5:22     |  |

Notas
- "Future Metal", "Da Da Dance", "In the Name Of" y "Pa Pa Ya!!" están estilizados en mayúsculas.
- "Oh! Majinai" está estilizado como "Oh! MAJINAI".

## Posicionamiento en lista
| Lista (2019)                          | Posiciones |
| ------------------------------------- | ---------- |
| Alemania (Media Control Charts)       | 18         |
| Australian Albums (ARIA)              | 18         |
| Austria (Ö3 Austria)                  | 30         |
| Escocia (Scottish Albums Chart)       | 5          |
| Bélgica (Ultratop flamenca)           | 44         |
| Bélgica (Ultratop valona)             | 67         |
| Países Bajos (Album Top 100)          | 95         |
| Finlandia (Suomen Virallinen Lista)   | 40         |
| French Albums (SNEP)                  | 115        |
| Japón (Oricon)                        | 3          |
| Spanish Albums (PROMUSICAE)           | 69         |
| Suiza (Schweizer Hitparade)           | 46         |
| Reino Unido (UK Albums Chart)         | 19         |
| Reino Unido (UK Independent Albums)   | 1          |
| Reino Unido (UK Rock & Metal Albums)  | 1          |
| Estados Unidos (Billboard 200)        | 13         |
| Estados Unidos (Top Hard Rock Albums) | 1          |
| Estados Unidos (Top Rock Albums)      | 1          |
| Estados Unidos (World Albums)         | 2          |